# Criminalização da homossexualidade

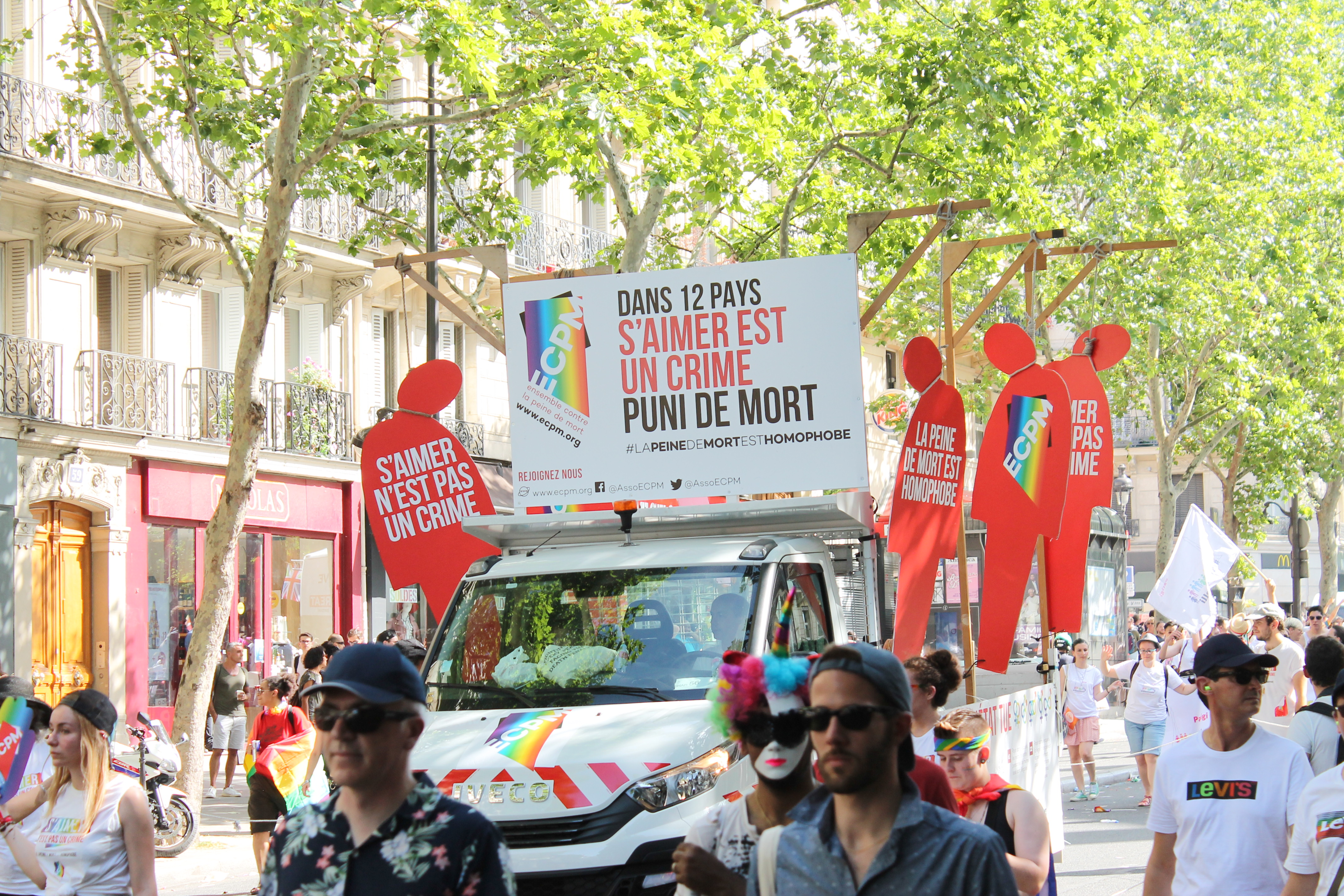
"Sinais 'O amor não é um crime'" na Parada do Orgulho de Paris 2019

Alguns ou todos os atos sexuais entre homens, e, com menor frequência, entre mulheres, foram classificados como ofensa criminal em diversas regiões. Na maioria das vezes, tais leis não são aplicadas no que diz respeito à conduta consensual entre pessoas do mesmo sexo, mas, ainda assim, contribuem para o assédio policial, a estigmatização e a violência contra pessoas homossexuais e bissexuais. Outros efeitos incluem a exacerbação da epidemia de HIV devido à criminalização dos homens que fazem sexo com homens, desencorajando-os a buscar cuidados preventivos ou tratamento para infecção pelo HIV.
A criminalização da homossexualidade é frequentemente justificada pela ideia – descreditada cientificamente – de que a homossexualidade pode ser adquirida ou pelo repúdio público à homossexualidade, em muitos casos fundamentado na condenação da homossexualidade pelas religiões abraâmicas, (por exemplo, judaísmo; cristianismo; e islã). Argumentos contrários à criminalização da homossexualidade começaram a ser expressos durante o Iluminismo. As objeções iniciais incluíam a dificuldade prática de aplicação, a intrusão excessiva do Estado na vida privada e a crença de que a criminalização não era uma forma eficaz de reduzir a incidência da homossexualidade. Objeções posteriores incluíam o argumento de que a homossexualidade deveria ser considerada uma doença, em vez de um crime, que a criminalização viola os direitos humanos dos homossexuais e que a homossexualidade não é moralmente errada.
Em muitos países, a criminalização da homossexualidade baseia-se em códigos legais herdados do Império Britânico. O Império Colonial Francês não levou à criminalização da homossexualidade, pois esta foi abolida na França durante a Revolução Francesa para remover a influência religiosa da lei penal. Em outros países, a criminalização da homossexualidade baseia-se na lei sharia. No mundo ocidental, uma grande onda de descriminalização da homossexualidade começou após a Segunda Guerra Mundial, difundindo-se globalmente e atingindo seu auge na década de 1990. Nos últimos anos, muitos países africanos intensificaram a aplicação das leis anti-homossexuais devido à politização e à equivocada crença de que a homossexualidade seria uma importação ocidental. Em 2024, a homossexualidade é criminalizada de jure em 61 Estados Membros das Nações Unidas e de facto em outros dois; pelo menos sete desses possuem pena de morte para a homossexualidade.

## História

### Do mundo antigo até o início da era moderna

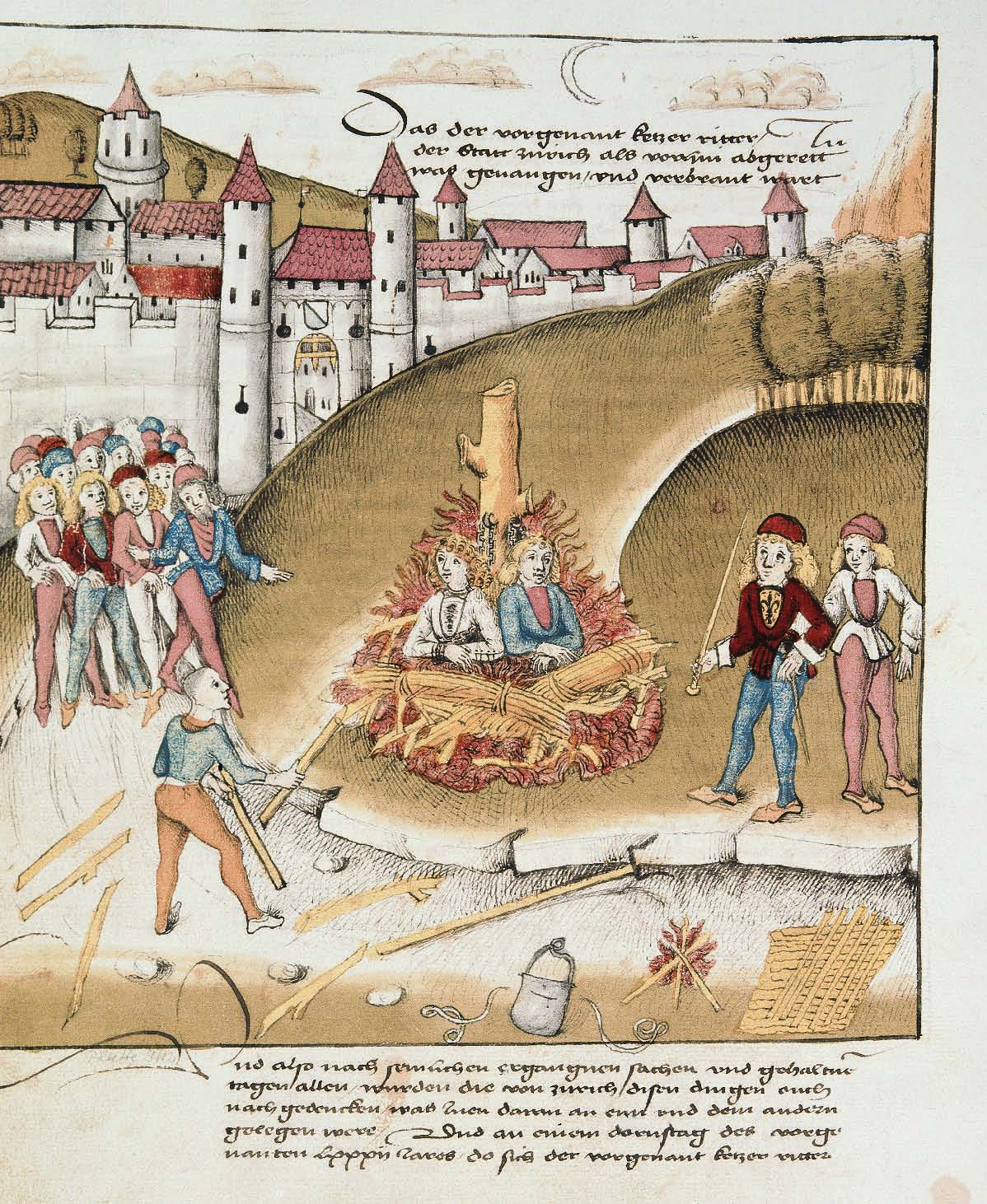
A queima do cavaleiro Richard Puller von Hohenburg com seu servo diante das muralhas de Zurique, por sodomia, 1482

As Leis assírias contêm um trecho que pune relações homossexuais, mas há controvérsia se isso se refere a relações consensuais ou apenas não consensuais. A primeira lei lei romana conhecida a mencionar relações entre pessoas do mesmo sexo foi a Lei Scantinia. Embora o texto original dessa lei esteja perdido, é provável que proibisse que cidadãos romanos livres assumissem o papel passivo em atos homossexuais. A Cristianização do Império Romano fez com que as atitudes sociais se tornassem cada vez mais desaprovadoras da homossexualidade. No século VI, o imperador bizantino Justinian (em português, Justiniano) introduziu outras leis contra a sexualidade entre pessoas do mesmo sexo, referindo-se a tais atos como "contrários à natureza". O Livro de leis síro-romanas – influente na tradição jurídica do Oriente Médio, especialmente no Líbano – prescrevia a pena de morte para a homossexualidade. Alguns códigos penais otomanos determinavam multas para a sodomia (liwat), mas outros não mencionavam o delito. No México central do século XV, atos homossexuais entre homens podiam ser punidos com destripamento e sufocamento em cinzas quentes.
Durante a Baixa Idade Média, muitas jurisdições europeias começaram a adicionar proibições da sodomia à lei secular, intensificando sua aplicação com a criação de esquadrões de vice em algumas cidades. Em alguns casos, a sodomia era punida por meio de investigações e denúncias; em outros, por multas ou pela queima dos participantes ou do local onde o ato ocorreu. A pena de morte para a sodomia era comum na Europa do início da era moderna. Não está claro quão rigorosamente as leis de sodomia eram aplicadas; uma teoria é que a aplicação estava relacionada a pânico moral. O monarca inglês Henry VIII (em português, Henrique VIII) codificou a proibição da homossexualidade na Inglaterra por meio do Lei da Sodomia de 1533, uma tentativa de obter vantagem na luta religiosa da Reforma Inglesa. Essa lei, baseada na proibição contida em Levítico, prescrevia a pena de morte para a sodomia.

### Impacto do colonialismo e do imperialismo

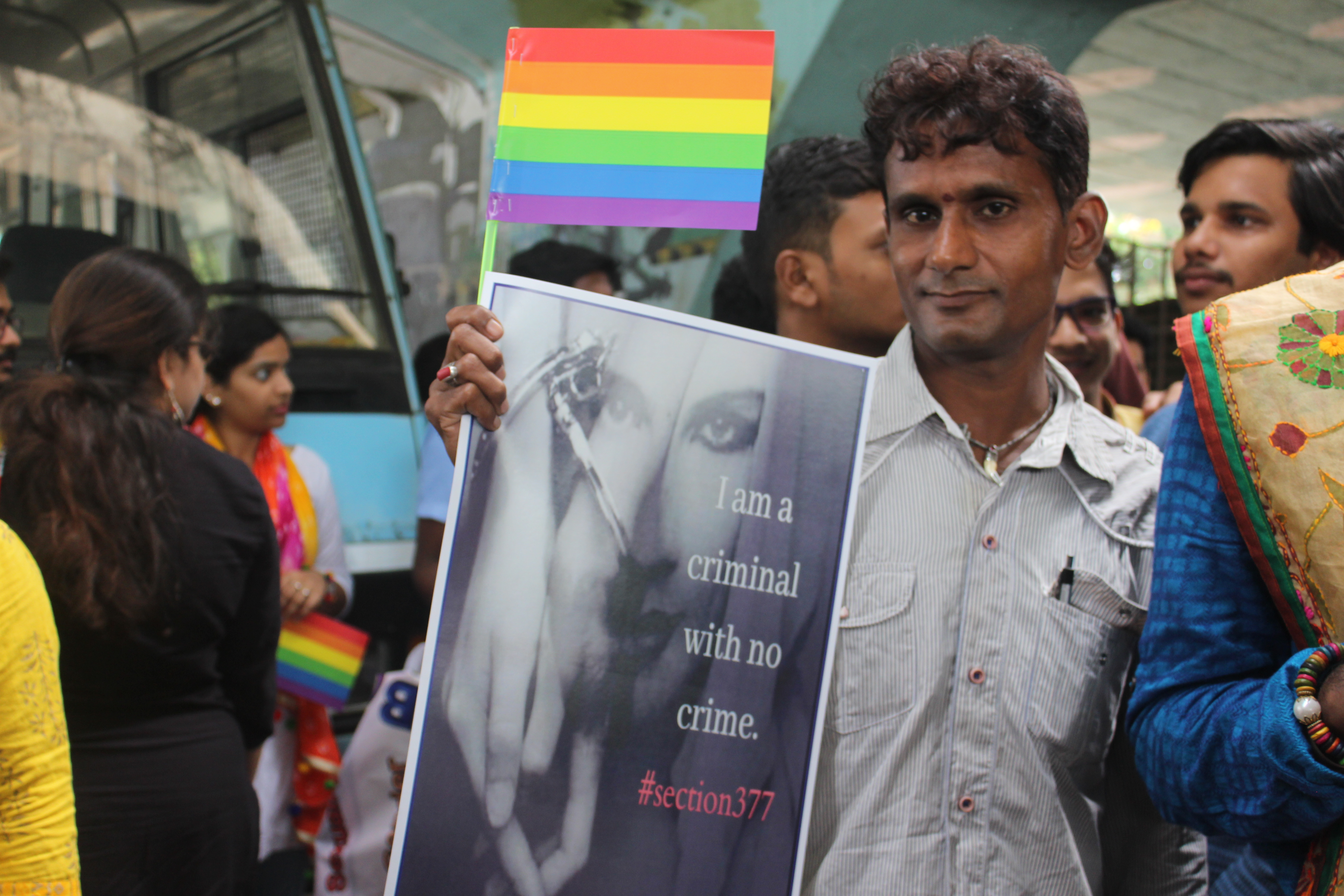
Participante carregando um cartaz contra a Seção 377 durante a Parada do Orgulho de Bhubaneswar, Índia

Muitas jurisdições atuais criminalizam a homossexualidade com base em códigos penais coloniais adotados sob o Império Britânico. O Código Penal Indiano e sua Seção 377, que criminalizava a homossexualidade, foram aplicados a várias colônias britânicas na Ásia, África e Oceania. O Código Penal Wright foi elaborado para a Jamaica e, posteriormente, adotado em Honduras, Tobago, Santa Lúcia e na Costa do Ouro. O Código Stephen foi adotado no Canadá (e, de forma modificada, na Nova Zelândia), expandindo a criminalização da homossexualidade para abranger qualquer atividade entre pessoas do mesmo sexo. O Código Griffith foi adotado na Austrália e em vários outros países da Comunidade das Nações, incluindo Nauru, Nigéria, Quênia, Tanzânia, Papua-Nova Guiné, Zanzibar, Uganda e em Israel. Uma vez estabelecidas, as leis contra a homossexualidade são frequentemente mantidas por inércia burocrática e por sua inclusão em códigos penais pós-coloniais. Alguns estados adotaram leis inspiradas informalmente pelo modelo britânico, enquanto outras ex-colônias britânicas criminalizam a homossexualidade sob a influência da lei sharia. Tanto a China quanto o Japão, que historicamente não processavam a homossexualidade, passaram a criminalizá-la com base em modelos ocidentais no século XIX.
Durante a Revolução Francesa em 1791, a Assembleia Nacional Constituinte aboliu a lei contra a homossexualidade como parte da adoção de um novo código legal sem a influência do cristianismo. Embora a assembleia não tenha debatido a homossexualidade, ela tem sido legal na França desde então. Anteriormente, poderia ser punida com queima até a morte, embora essa punição fosse raramente aplicada. A abolição da criminalização da sodomia foi codificada no código penal de 1810. As conquistas de Napoleão e a adoção do direito civil e códigos penais no modelo francês levaram à abolição da criminalização em muitas jurisdições – ou à substituição da pena de morte pela prisão. Por meio da ocupação militar ou da emulação do código penal francês, os países escandinavos, Espanha, Países Baixos, Portugal, Bélgica, Japão e suas colônias e territórios – incluindo grande parte da América Latina – descriminalizaram a homossexualidade. Ex-colônias francesas são menos propensas do que as britânicas a criminalizar a homossexualidade. O Império Otomano é frequentemente considerado como tendo descriminalizado a homossexualidade em 1858 – quando adotou um código penal inspirado no modelo francês, embora Elif Ceylan Özsoy argumente que a homossexualidade já havia sido descriminalizada. No entanto, alguns homens otomanos foram executados por sodomia – incluindo dois rapazes em Damasco, em 1807.
A unificação da Alemanha reverteu alguns dos avanços das conquistas napoleônicas, pois o país unificado adotou o código penal prussiano em 1871, recriminalizando a homossexualidade em algumas áreas. Na Alemanha, a proibição da homossexualidade não era aplicada com frequência até 1933. Na Alemanha Nazista (1933–1945), estima-se que 57.000 homens foram condenados por violar o Parágrafo 175. Nunca antes ou depois tantos homossexuais foram condenados em um período tão curto. Milhares de homens foram presos e mortos em campos de concentração nazistas. Na Alemanha Ocidental, aproximadamente o mesmo número de homens foi condenado sob a mesma lei até 1969, quando a homossexualidade foi parcialmente descriminalizada.
No Império Russo, a homossexualidade foi criminalizada em 1835 e descriminalizada em 1917 como resultado da Revolução Russa, sendo a criminalização restabelecida em 1934, com pena mais severa do que anteriormente, por razões desconhecidas.

### Tendência de descriminalização pós-Segunda Guerra Mundial

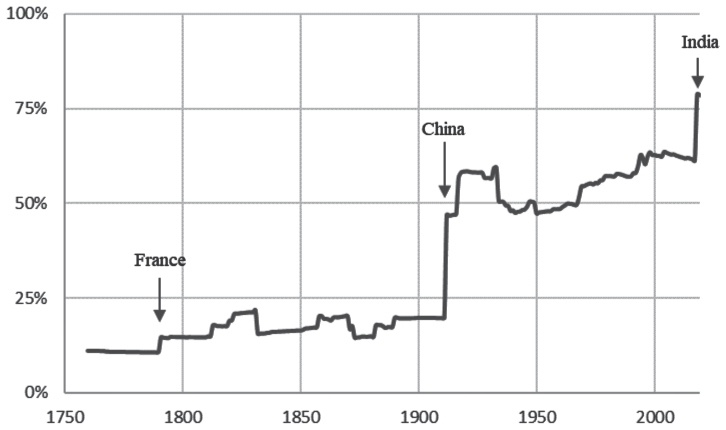
Proporção da população mundial vivendo em um país onde atos homossexuais não são criminalizados, 1760–2020

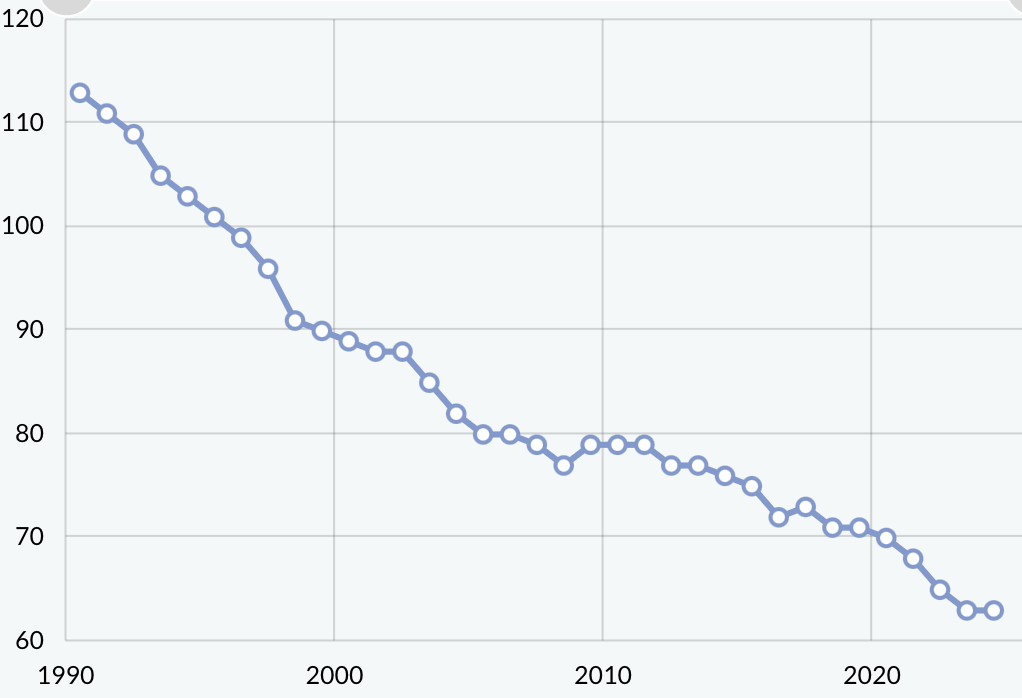
Número de jurisdições que criminalizam a homossexualidade, 1990–2024

Nas décadas após a Segunda Guerra Mundial, as leis anti-homossexuais tiveram aplicação intensificada na Europa Ocidental e nos Estados Unidos. Durante as décadas de 1950 e 1960, houve uma tendência de legalizar a homossexualidade com uma idade de consentimento superior àquela aplicada a relacionamentos heterossexuais; esse modelo foi recomendado por diversas organizações internacionais para evitar que jovens homens se tornassem homossexuais. A convergência ocorreu tanto por meio da descriminalização parcial da homossexualidade – como no Reino Unido (1967), no Canadá (1969) e na Alemanha Ocidental (1969) – quanto por meio da criminalização parcial, como na Bélgica, onde a primeira lei contra atividades entre pessoas do mesmo sexo entrou em vigor em 1965.
Houve uma onda de descriminalização no final do século XX; 90% das mudanças nessas leis entre 1945 e 2005 envolveram liberalização ou abolição. Oitenta por cento das revogações ocorridas entre 1972 e 2002 foram realizadas pelo poder legislativo, e o restante por meio da declaração de inconstitucionalidade das leis por tribunais. A descriminalização teve início na Europa e nas Américas e se espalhou globalmente na década de 1980. O ritmo de descriminalização atingiu seu pico na década de 1990. Após a dissolução da União Soviética, muitas antigas repúblicas soviéticas descriminalizaram a homossexualidade, embora outras na Ásia Central tenham mantido tais leis. A China descriminalizou a homossexualidade em 1997. Após uma prolongada batalha judicial, o Supremo Tribunal da Índia decidiu, em 2018, que a criminalização da homossexualidade violava a Constituição da Índia na decisão Navtej Singh Johar contra a União da Índia.
Uma explicação para essas mudanças legais é o aumento da consideração pelos direitos humanos e pela autonomia individual, bem como os efeitos da revolução sexual dos anos 1960. A tendência de maior atenção aos direitos individuais em leis sobre sexualidade tem sido observada em todo o mundo, embora progrida mais lentamente em algumas regiões, como o Oriente Médio. Estudos demonstraram que a modernização, medida pelo Índice de Desenvolvimento Humano ou pelo PIB per capita, e a globalização (Índice de Globalização KOF), correlacionam-se negativamente com a criminalização da homossexualidade.

### Resistência à descriminalização
A África é o único continente em que a descriminalização da homossexualidade não se difundiu amplamente desde meados do século XX. No continente africano, uma das narrativas primárias a favor da criminalização da homossexualidade é a de "defender a ordem pública, a moralidade, a cultura, a religião e as crianças da suposta agenda gay imperial", associada ao Norte Global. Tais alegações ignoram o fato de que muitas culturas indígenas africanas toleravam a homossexualidade, além de o histórico da criminalização da homossexualidade derivar do colonialismo britânico. No Oriente Médio, a homossexualidade também é vista como instrumento de dominação ocidental.
A pressão internacional para descriminalizar a homossexualidade teve resultados mistos na África. Enquanto, em alguns países, levou à liberalização, em outros provocou ceticismo na opinião pública e incentivou a promulgação de leis ainda mais restritivas em reação ao que é visto como pressão neocolonial. Políticos podem também usar a questão homossexual para desviar a atenção de outros problemas. Após a descolonização, várias ex-colônias britânicas ampliaram leis que anteriormente visavam apenas os homens para incluir comportamentos entre mulheres do mesmo sexo. Outros países, especialmente de maioria muçulmana na África, promulgaram novas leis para criminalizar o comportamento homossexual. Em muitos países africanos, as leis anti-homossexuais foram pouco aplicadas por décadas, para depois sofrerem maior aplicação, politização e chamadas por penas mais severas a partir de meados dos anos 1990. O crescimento do Cristianismo Evangélico – especialmente do Pentecostalismo – intensificou a politização da homossexualidade, uma vez que essas igrejas se engajam em mobilizações contra a homossexualidade como forma de construir a identidade nacional. Embora tais reivindicações frequentemente venham de instituições religiosas nacionais, a influência de grupos cristãos conservadores dos Estados Unidos – que oferecem redes de contato, treinamento e apoio financeiro – tem sido fundamental na promoção do discurso contra a homossexualidade na África.

### Situação atual
Em 2020, 21% da população mundial vivia em países onde a homossexualidade é criminalizada. Segundo a Base de Dados de 2023 da Associação Internacional de Lesbianas, Gays, Bissexuais, Trans e Intersexo, a homossexualidade é criminalizada em 62 dos 193 Estados Membros das Nações Unidas, enquanto dois Estados – Iraque e Egito – criminalizam-na de facto, sem previsão legal expressa. Em pelo menos sete Estados – Brunei, Irã, Mauritânia, Nigéria (apenas no norte da Nigéria), Arábia Saudita, Uganda e Iémen – a pena de morte é aplicada. Dois terços dos países que criminalizam a atividade sexual entre homens também a criminalizam entre mulheres. Em 2007, cinco países executaram a pena capital para atos homossexuais. Em 2020, a ILGA identificou o Irã e a Arábia Saudita como os únicos países em que, supostamente, ocorreram execuções por atividade entre pessoas do mesmo sexo. Em outros países, como o Iémen, Somália, Iraque e Líbia, execuções extrajudiciais são realizadas por milícias – como o Al-Shabaab –, pelo Estado Islâmico ou pela Al-Qaeda. Em 2021, Téa Braun, do Instituto de Dignidade Humana, estimou que mais de 71 milhões de pessoas LGBT vivem em países onde a homossexualidade é criminalizada.

Criminalizado
Descriminalizado 1791–1850
Descriminalizado 1850–1945
Descriminalizado 1946–1989
Descriminalizado 1990–presente
Data de legalização desconhecida
Nunca criminalizado

## Abrangência das leis
As leis contra a homossexualidade tornam alguns ou todos os atos sexuais entre pessoas do mesmo sexo crimes. Enquanto algumas leis especificam quais atos são ilegais, outras utilizam termos vagos, como "crimes contra a natureza", "ofensas antinaturais", "indecência" ou "atos imorais". Algumas leis criminalizam exclusivamente o sexo anal, enquanto outras abrangem também o sexo oral ou manual. Certas leis de sodomia têm como alvo explícito casais do mesmo sexo, enquanto outras se aplicam a atos sexuais que poderiam ser praticados por casais heterossexuais, mas geralmente são direcionadas apenas a casais do mesmo sexo. É mais comum que homens que fazem sexo com homens sejam criminalizados do que mulheres que fazem sexo com mulheres, e não há países que criminalizem exclusivamente a atividade entre mulheres do mesmo sexo. Essa situação deve-se à crença de que o erotismo entre mulheres não constitui "sexo de verdade" e que não as afastaria da heterossexualidade.
Diferentemente de outras leis, que criminalizavam atos sexuais específicos, a Emenda Labouchère britânica de 1885 e a revisão de 1935 do Parágrafo 175 da Alemanha simplesmente criminalizavam qualquer ato sexual entre dois homens. Ambas as leis facilitaram sobremaneira a condenação de homens por homossexualidade, levando a um aumento nos processos e condenações.
As penalidades variam amplamente, desde multas ou curtos períodos de prisão até a pena de morte. Algumas leis punem ambos os parceiros de forma igualitária, enquanto, em outros casos, a punição é desigual. Embora a homossexualidade seja criminalizada em nível nacional em muitos casos, em alguns países jurisdições específicas promulgam suas próprias leis contra a homossexualidade, como na província de Aceh. A maioria das leis que criminalizam a homossexualidade está codificada na lei estatutária, embora, em alguns países – como na Direitos LGBT na Arábia Saudita – elas se baseiem na aplicação direta da jurisprudência penal islâmica.
Mesmo em países onde não há leis específicas contra a homossexualidade, pessoas homossexuais podem ser desproporcionalmente criminalizadas com base em outras leis, como as que visam a indecência, a devassidão, a prostituição, a pornografia, a falta de moradia, ou a transmissão criminal do HIV. Em alguns países, como (historicamente) a China e (atualmente) o Egito, tais leis funcionam como criminalização de facto da homossexualidade. Uma análise nos Estados Unidos constatou que, em vez de serem presos diretamente sob leis de sodomia, "a maioria das prisões de homossexuais resultava de leis de solicitação (solicitação), vadiagem (vadiagem) e conduta desordenada, baseadas na suposição de que homossexuais, diferentemente de heterossexuais, eram, por definição, pessoas que se envolviam em atividades ilícitas". Em 2014, a Nigéria promulgou a Lei de Proibição do Casamento entre Pessoas do Mesmo Sexo 2013, criminalizando pessoas que realizassem cerimônias de casamento entre pessoas do mesmo sexo, com pena de cinco anos de prisão. Embora a homossexualidade já fosse ilegal, a lei intensificou a perseguição aos homossexuais nigerianos.

## Aplicação
Leis que criminalizam a homossexualidade são inerentemente difíceis de aplicar, pois tratam de atos realizados por indivíduos consensuais em ambiente privado. A aplicação varia desde a perseguição ativa até a não aplicação; na maioria das vezes, as leis são praticamente não aplicadas para relações sexuais privadas e consensuais. Em alguns países, não há processos judiciais por décadas ou há uma moratória formal.
Na Alemanha Nazista, palco da mais severa perseguição de homens e mulheres homossexuais na história, apenas cerca de 10% da população homossexual foi condenada e presa. No Irã, o código penal de 2013 proíbe que as autoridades investiguem proativamente atos entre pessoas do mesmo sexo, a não ser que haja suspeita de sequestro ou agressão. Em alguns países, como na Índia (antes de 2018, quando a lei de sodomia foi declarada inconstitucional) e na Guiana, as leis raramente são aplicadas, mas servem para assediar pessoas LGBT. A polícia indiana utilizou a ameaça de processos para extorquir dinheiro ou favores sexuais. Prisões, mesmo sem condenação, podem levar a ampla divulgação, fazendo com que os acusados percam seus empregos. Aqueles processados sob tais leis tendem a ser, desproporcionalmente, de origem classe trabalhadora, solteiros e com idade entre vinte e quarenta anos.
Estados – incluindo a Alemanha Nazista e o Egito – costumam utilizar a tortura para extrair confissões de homens suspeitos de serem homossexuais. No Egito, a posse de preservativos ou de lubrificante sexual ou a exibição de características estereotipadamente femininas é citada como evidência circunstancial de que o suspeito cometeu sodomia. Aplicativos de namoro online também têm sido utilizados para identificar e direcionar homens para processos.
Exames físicos que supostamente detectam evidências de práticas homossexuais vêm sendo empregados desde, pelo menos, 1857, quando o médico francês Auguste Ambroise Tardieu publicou um livro afirmando identificar diversos sinais de que uma pessoa havia participado de relações anais receptivas. Predefinição:Até 2018, pelo menos nove estados – incluindo Tanzânia, Egito e Tunísia – utilizam exames anais, descreditados cientificamente, para tentar detectar atos entre homens ou mulheres transgênero. Não há evidência de que tais testes sejam eficazes para determinar se a pessoa participou de atividade homossexual. Essa prática é considerada um ato de tortura segundo a Convenção das Nações Unidas contra a Tortura.

## Efeitos
A criminalização da homossexualidade é frequentemente vista como definindo todos os gays e lésbicas como criminosos ou fora da lei. Mesmo quando não aplicada, essa legislação expressa uma ameaça simbólica de violência estatal e reforça o estigma e a discriminação. Pessoas homossexuais podem temer a perseguição judicial e estar sujeitas a chantagens, prisão e detenção arbitrárias, agressões policiais e intervenções médicas involuntárias. A criminalização da homossexualidade, em certos contextos, marginaliza a cultura LGBT e seus espaços de socialização, expondo pessoas LGBT a crimes como agressão, roubo, estupro ou assassinato por outros cidadãos – que podem temer denunciar tais delitos ou ter suas denúncias ignoradas pelas autoridades. Esses fatores podem causar danos psicológicos graves. Além disso, as leis servem para justificar a discriminação contra pessoas homossexuais – por exemplo, negando a custódia de crianças, o registro de associações ou outros direitos civis – e impedem que pessoas LGBT exerçam seus direitos à liberdade de expressão e à liberdade de associação.
As reações das pessoas homossexuais a essas leis variam desde a homofobia internalizada até a perda de confiança nas leis e na comunidade cívica em geral. O historiador Robert Beachy argumenta que uma confluência de fatores – inclusive a criminalização da homossexualidade – contribuiu para o desenvolvimento do primeiro senso de identidade homossexual na Alemanha, por volta de 1900, catalisando o primeiro movimento homossexual. Os movimentos LGBT frequentemente surgiram após a revogação das leis criminais, embora, em alguns casos, também tenham contribuído para a revogação. O ativismo contra a criminalização pode assumir diversas formas, como a defesa direta da revogação das leis, o litígio estratégico no sistema judiciário para reduzir sua aplicação, a busca por aliados externos e o fortalecimento de capacidades na comunidade. Um estudo de 1986 constatou que a descriminalização da homossexualidade na Austrália Meridional não resultou em aumento de efeitos indesejáveis (como abuso infantil, solicitação pública ou transmissão de doenças), conforme alegado em debates parlamentares.
A criminalização da homossexualidade tem sido apontada como fator agravante na epidemia de HIV na África e na Ásia Central, pois desestimula muitas pessoas em risco de infecção pelo HIV a revelarem seu comportamento sexual aos profissionais de saúde ou a buscar cuidados preventivos, testes e tratamento. Essa criminalização reforça o repúdio social à homossexualidade, diminuindo, de forma independente, o acesso aos serviços de prevenção e tratamento do HIV.

## Apoio e oposição

### Religiões
As religiões abraâmicas tradicionalmente mantêm atitudes negativas em relação à homossexualidade. A Bíblia Hebraica prescreve a pena de morte por "deitar-se com outro homem como se fosse mulher" (ver Levítico 20:13), embora não trate diretamente do lesbianismo. Discute-se se a proibição tinha a intenção original de coibir a prostituição no templo ou atos sexuais específicos entre vários homens, especialmente aqueles que pudessem comprometer a masculinidade. A proibição total do comportamento homossexual é considerada ter evoluído relativamente tarde na tradição judaica. Alguns cristãos utilizam passagens bíblicas para justificar a criminalização da homossexualidade. Embora a Santa Sé se oponha oficialmente à criminalização da homossexualidade, em 2014 bispos católicos romanos do Malawi, Quênia, Sudão, Tanzânia, Eritreia, Zâmbia, Uganda e Etiópia uniram-se para exigir a punição criminal dos homossexuais, alegando que a homossexualidade é antinatural e "não africana".
De acordo com a lei sharia, o liwat (intercurso anal) e o sihaq ou musahiqa (tribadismo) são considerados pecados ou ofensas criminais. A escola sunita Hanafi – ao contrário de outros ramos islâmicos – rejeita a analogia como princípio da jurisprudência. Como não há um mandamento explícito para punir os homossexuais nas declarações aceitas de Maomé, os juristas hanafi classificaram a homossexualidade como pecado, e não crime, e a enquadraram como uma infração de tazir, deixando a pena a critério dos governantes seculares. De acordo com as escolas Maliki, Shafi'i, Hanbali (sunitas) e Ja'afari (xiitas), qualquer relação sexual penetrativa fora do casamento ou entre um homem e sua escrava é considerada zina, um crime mais grave. A zina é punida com chicotadas ou com a pena de morte por apedrejamento; a possibilidade de aplicação da pena de morte depende da escola, do estado civil do homem e de seu papel (ativo ou passivo) no ato. Entretanto, a pena de morte só pode ser aplicada mediante confissão reiterada ou o testemunho de quatro pessoas. Todas as escolas sunitas – com exceção da xiita Ja'afari – consideram o sexo não anal entre homens como infração de tazir. Em tempos recentes, alguns muçulmanos progressistas têm defendido uma nova interpretação do conceito de liwat para que este não se refira exclusivamente a atos homossexuais consensuais.
A adesão ao islã é um forte preditor da manutenção de leis que criminalizam a homossexualidade e a aplicação da pena de morte para ela. A maioria dos estudos não identificou associação semelhante para o cristianismo. A interferência estatal em assuntos religiosos – por exemplo, tribunais religiosos com jurisdição além do direito de família ou proibições ao casamento inter-religioso – está fortemente correlacionada com a manutenção da criminalização da homossexualidade. Na África, campanhas anti-homossexuais promovidas por cristãos conservadores, às vezes com apoio de grupos evangélicos dos Estados Unidos, intensificaram a aplicação das leis e levaram à introdução de penas mais severas contra a atividade homossexual.

### Argumentos a favor
Uma razão frequentemente citada para a criminalização da homossexualidade é a alegação – sem respaldo em evidências – de que ela poderia se espalhar, e que leis contra ela impediriam que homossexuais "recrutassem" crianças. Essa justificativa foi posteriormente refutada por pesquisas científicas que demonstraram que a orientação sexual se define em idade precoce. Tanto Filo de Alexandria quanto Heinrich Himmler acreditavam que, se a homossexualidade se espalhasse sem controle, levaria à depopulação; por isso, defendiam punições severas. A ideia de que o Ocidente estaria conspirando para despovoar a África por meio da homossexualidade também é um argumento comum para manter a criminalização no continente.
Defensores do paternalismo argumentam que o Estado pode interferir na vida privada dos cidadãos para assegurar uma visão do bem comum. Um argumento comum é que a criminalização da homossexualidade é necessária para manter a moral pública, os valores tradicionais e as normas culturais ou sociais. As preocupações com a moralidade pública ganharam destaque na Europa Ocidental e na América do Norte do século XIX. Antes da medicalização da homossexualidade, nos séculos XIX e XX, a homossexualidade era vista comumente como um vício – similar à embriaguez – decorrente da degradação moral, e não como uma predisposição inata. Funcionários soviéticos argumentavam que a homossexualidade era um perigo social que contrariava a moral socialista, e que a criminalização seria uma ferramenta essencial para reduzir sua prevalência. Alguns países alegaram que a criminalização impediria a transmissão de infecções sexualmente transmissíveis – especialmente o HIV/AIDS – como justificativa para manter suas leis.
Outro argumento citado a favor da criminalização é o respaldo da opinião pública. A raridade de processos judiciais também é usada como justificativa para não revogar tais leis.

### Argumentos contra
Críticas à criminalização da homossexualidade começaram a surgir entre os pensadores do Iluminismo, como o filósofo do direito Cesare Beccaria em seu tratado de 1764, Dos Delitos e das Penas. Os primeiros opositores argumentavam que as leis eram impraticáveis de serem aplicadas, ineficazes para dissuadir a homossexualidade, e excessivamente intrusivas na vida privada. Por exemplo, Napoleão acreditava que "o escândalo dos processos judiciais só tenderia a multiplicar" os atos homossexuais. Em 1898, o político socialista August Bebel destacou a aplicação desproporcional do Parágrafo 175 contra homens alemães da classe trabalhadora como motivo para a revogação. Um argumento que impulsionou a descriminalização da homossexualidade em países como o Canadá, Tchecoslováquia, Alemanha Oriental e a Bulgária foi o de que a homossexualidade era uma doença patológica e, portanto, inadequada como objeto de sanções criminais.
Outro argumento favorável à descriminalização é que a moralidade se distingue da lei, a qual deveria tratar apenas do bem público. Baseado nas ideias de John Stuart Mill, o princípio do dano postula que uma conduta só deve ser considerada criminosa se causar prejuízo a terceiros, não àqueles que a praticam. Segundo esse princípio, a homossexualidade não deveria ser criminalizada. Muitas dessas justificativas refletem uma forte condenação moral da homossexualidade e discussões sobre como lidar com o suposto problema social, em vez de basearem-se nos direitos inalienáveis das pessoas LGBT.
Outra linha de raciocínio sustenta que a homossexualidade não é moralmente errada. O filósofo utilitarista Jeremy Bentham foi o primeiro a defender sistematicamente a liberdade sexual, argumentando que a homossexualidade e outras formas de sexo consensual são moralmente aceitáveis, pois proporcionam prazer aos seus participantes, e que proibi-las suprimia uma grande quantidade de felicidade humana. Nos anos 1860 e 1870, o alemão Karl Heinrich Ulrichs foi o crítico mais destacado da criminalização da homossexualidade. Sua defesa pela igualdade perante a lei e na religião – com base em um impulso sexual inato e biologicamente determinado, que culminava na descriminalização da homossexualidade e, posteriormente, no casamento entre pessoas do mesmo sexo – assemelha-se às reivindicações dos movimentos por direitos LGBT no século XXI. Consequentemente, nas sociedades contemporâneas, a maioria das pessoas em muitos países ocidentais considera a homossexualidade moralmente aceitável ou a vê como uma questão irrelevante do ponto de vista moral.

### Direitos humanos
Ver também A criminalização da homossexualidade constitui uma violação da lei internacional de direitos humanos. O Tribunal Europeu dos Direitos Humanos constatou que as leis que criminalizam a homossexualidade violam o direito à vida privada garantido pelo Artigo 8 da Convenção Europeia dos Direitos Humanos em Dudgeon contra o Reino Unido (1981), Norris contra a Irlanda (1988) e Modinos contra Chipre (1993). No caso de 1994 Toonen contra a Austrália, o Comitê de Direitos Humanos decidiu que a criminalização da homossexualidade na Tasmânia violava o direito à privacidade e o princípio da não discriminação garantidos pelo Pacto Internacional sobre Direitos Civis e Políticos, mesmo sem que o requerente tivesse sido preso ou acusado. Embora a Tasmânia argumentasse que a lei era necessária para proteger a moral tradicional e prevenir a transmissão do HIV, o Comitê concluiu que argumentos baseados na moralidade não se sobrepõem às normas internacionais de direitos humanos.
Em 2014, a União Africana e sua Comissão de Direitos Humanos e dos Povos emitiram uma resolução histórica pedindo a descriminalização da homossexualidade. Em 2020, a Comissão Interamericana de Direitos Humanos constatou, no caso Gareth Henry e Simone Carline Edwards contra a Jamaica, que as leis jamaicanas que criminalizam atividades entre pessoas do mesmo sexo violavam o direito à privacidade, o direito a um tratamento humano, a liberdade de locomoção e o princípio da legalidade garantidos pela Convenção Americana dos Direitos Humanos. A comissão recomendou que a Jamaica revogasse as leis contra atividades entre pessoas do mesmo sexo para evitar a repetição de abusos semelhantes de direitos humanos. A perseguição com base na orientação sexual tem sido motivo para que pessoas solicitem asilo em países como o Canadá, a União Europeia e o Reino Unido, embora, em alguns casos, a mera existência de sanções criminais não seja suficiente para a concessão do asilo.

### Opinião pública
Ver também De acordo com uma pesquisa mundial de 2017 realizada pela ILGA, a criminalização da homossexualidade está associada a opiniões mais negativas acerca das pessoas e dos direitos LGBT. No geral, 28,5% dos entrevistados apoiaram a criminalização, enquanto 49% se opuseram. Em países que criminalizam a homossexualidade, 42% concordam e 36% discordam, em comparação com estados onde a homossexualidade não é criminalizada, onde 22% concordam e 55% discordam. Conhecer alguém que seja gay, lésbica ou bissexual correlaciona-se com menor apoio à criminalização. O número de norte-americanos que concordam que a homossexualidade deveria ser um crime caiu de 56% em 1986 para 18% em 2021. Pesquisas indicam que, enquanto 78% dos africanos desaprovam a homossexualidade, apenas 45% defendem sua criminalização.

#### Livros
- Asal, Victor; Sommer, Udi (2016). Legal Path Dependence and the Long Arm of the Religious State: Sodomy Provisions and Gay Rights across Nations and over Time (em inglês). [S.l.]: SUNY Press. ISBN 978-1-4384-6325-4
- Braun, Téa (2020). «Dignity in Diversity: Dismantling the Criminalisation of Sexual Orientation and Gender Identity Using the Right to Dignity». Human Dignity and International Law (em inglês). [S.l.]: Brill. pp. 138–153. ISBN 9789004435650
- Claassen, Cheryl; Ammon, Laura (2022). Religion in Sixteenth-Century Mexico: A Guide to Aztec and Catholic Beliefs and Practices (em inglês). [S.l.]: Cambridge University Press. ISBN 978-1-316-51838-0
- Dynes, Wayne R.; Donaldson, Stephen (1992). Homosexuality: Discrimination, Criminology, and the Law (em inglês). [S.l.]: Garland Pub. ISBN 978-0-8153-0551-4
- El-Rouayheb, Khaled (2009). Before Homosexuality in the Arab-Islamic World, 1500-1800 (em inglês). [S.l.]: University of Chicago Press. ISBN 978-0-226-72990-9
- George, Robert P. (1995). «Social Cohesion and the Legal Enforcement of Morals: A Reconsideration of the Hart—Devlin Debate». Making Men Moral: Civil Liberties and Public Morality. [S.l.]: Oxford University Press. ISBN 978-0-19-826024-0
- Giles, Geoffrey J. (2010). «The Persecution of Gay Men and Lesbians During the Third Reich». In:  Friedman, Jonathan C. The Routledge History of the Holocaust. [S.l.]: Routledge. pp. 385–396. ISBN 978-0-203-83744-3
- Goldberg, Naomi G.; Mallory, Christy; Hasenbush, Amira; Stemple, Lara; Meyer, Ilan H. (2019). «Police and the Criminalization of LGBT People». The Cambridge Handbook of Policing in the United States. [S.l.]: Cambridge University Press. pp. 374–391. ISBN 978-1-108-42055-6
- Gloppen, Siri; Rakner, Lise (2020). «Direitos LGBT na África». Research Handbook on Gender, Sexuality and the Law. [S.l.]: Edward Elgar. ISBN 9781788111157
- Han, Enze; O'Mahoney, Joseph (2018). British Colonialism and the Criminalization of Homosexuality: Queens, Crime and Empire (em inglês). [S.l.]: Routledge. ISBN 978-1-351-25618-6
- Kane, Melinda D. (2015). «Decriminalizing Homosexuality: Gaining Rights through Sodomy Law Reform». The Ashgate Research Companion to Lesbian and Gay Activism. [S.l.]: Routledge. ISBN 978-1-315-61314-7
- Kaoma, Kapya (2018). Christianity, Globalization, and Protective Homophobia: Democratic Contestation of Sexuality in Sub-Saharan Africa. [S.l.]: Springer International Publishing. ISBN 978-3-319-66341-8
- Khan, Tawseef (2019). «Sexual orientation and refugee law: how do legal sanctions criminalizing homosexuality engage the definition of persecution?». Research Handbook on International Refugee Law. [S.l.]: Edward Elgar Publishing. pp. 310–323. ISBN 978-0-85793-281-5
- Kurimay, Anita (2020). Queer Budapest, 1873-1961 (em inglês). [S.l.]: University of Chicago Press. ISBN 978-0-226-70579-8
- Marhoefer, Laurie (2015). Sex and the Weimar Republic: German Homosexual Emancipation and the Rise of the Nazis (em inglês). [S.l.]: University of Toronto Press. ISBN 978-1-4426-1957-9
- Rich, Timothy; Dahmer, Andi; Eliassen, Isabel (2020). «Historical Views of Homosexuality: Asia». The Oxford Encyclopedia of LGBT Politics and Policy (em inglês). [S.l.]: Oxford University Press
- Sibalis, Michael David (1996). «A Regulação da Homossexualidade Masculina na França Revolucionária e Napoleônica, 1789–1815». Homosexuality in Modern France. [S.l.]: Oxford University Press. ISBN 978-0-19-509303-2
- Theobald, Michael (2021). «Paulo e a Sexualidade entre Pessoas do Mesmo Sexo». "Quem sou eu para julgar?": Homossexualidade e a Igreja Católica (em inglês). [S.l.]: De Gruyter. ISBN 978-3-11-070518-8
- Tobin, Robert Deam (2015). Peripheral Desires: The German Discovery of Sex (em inglês). [S.l.]: University of Pennsylvania Press. ISBN 978-0-8122-4742-8
- Tolino, Serena (2020). «Direitos LGBTQI no Oriente Médio e Norte da África». The Oxford Handbook of the Sociology of the Middle East (em inglês). [S.l.]: Oxford University Press. ISBN 978-0-19-008748-7
- Virgili, Tommaso (2021). Islam, Constitutional Law and Human Rights: Sexual Minorities and Freethinkers in Egypt and Tunisia (em inglês). [S.l.]: Routledge. ISBN 978-0-429-53509-3
- Vleugel, Vincent (2020). Culture in the State Reporting Procedure of the UN Human Rights Treaty Bodies: How the HRC, the CESCR and the CEDAWCee Use Human Rights as a Sword to Protect and Promote Culture, and as a Shield to Protect Against Harmful Culture (PDF) (em inglês). [S.l.]: Intersentia. ISBN 978-1-83970-006-4
- Whisnant, Clayton J. (2016). Queer Identities and Politics in Germany: A History, 1880–1945 (em inglês). [S.l.]: Columbia University Press. ISBN 978-1-939594-10-5
- Zollner, Barbara (2010). «Mithliyyun ou Lutiyyun? Neo-ortodoxia e o debate sobre a ilegalidade das relações entre pessoas do mesmo sexo no Islã». Islam and Homosexuality (em inglês). [S.l.]: ABC-CLIO. pp. 193–222. ISBN 978-0-313-37903-1

#### Artigos de periódicos
- Alexander, Rustam (2018). «Debates Soviéticos sobre a Legalização e Criminologia da Descriminalização da Homossexualidade (1965–75)». Slavic Review (em inglês). 77 (1): 30–52. ISSN 0037-6779. doi:10.1017/slr.2018.9
- Anabtawi, Samer (2022). «Snatching Legal Victory: Ativismo e Contestação dos Direitos LGBTQ no Mundo Árabe». Arab Law Quarterly. 36 (4–5): 383–421. ISSN 1573-0255. doi:10.1163/15730255-bja10112
- Arimoro, Augustine Edobor (2021). «Interrogando a Criminalização da Atividade Sexual entre Pessoas do Mesmo Sexo: Um Estudo sobre a África da Comunidade das Nações». Liverpool Law Review (em inglês). 42 (3): 379–399. ISSN 1572-8625. doi:10.1007/s10991-021-09280-5
- Arreola, Sonya; Santos, Glenn-Milo; Beck, Jack; Sundararaj, Mohan; Wilson, Patrick A.; Hebert, Pato; Makofane, Keletso; Do, Tri D.; Ayala, George (2015). «Estigma sexual, criminalização, investimento e acesso a serviços de HIV entre homens que fazem sexo com homens em todo o mundo». AIDS and Behavior (em inglês). 19 (2): 227–234. ISSN 1573-3254. PMID 25086670. doi:10.1007/s10461-014-0869-x
- Beachy, Robert (2010). «A Invenção Alemã da Homossexualidade». The Journal of Modern History. 82 (4): 801–838. doi:10.1086/656077
- Cichowitz, Cody; Rubenstein, Leonard; Beyrer, Chris (2018). «Exames anais forçados para determinar a orientação e o comportamento sexual: Uma prática abusiva e sem respaldo médico». PLOS Medicine (em inglês). 15 (3): e1002536. ISSN 1549-1676. PMC 5856262. PMID 29547659. doi:10.1371/journal.pmed.1002536
- Dupont, Wannes (2019). «Pas de deux, fora de compasso: Cronologias divergentes da (des)criminalização da homossexualidade nos Países Baixos». Tijdschrift voor Genderstudies. 22 (4): 321–338. doi:10.5117/TVGN2019.4.001.DUPO
- Fize, William (2020). «A Exceção Homossexual? O Caso da Emenda Labouchère». Cahiers victoriens et édouardiens (em inglês) (91 Primavera). ISSN 0220-5610. doi:10.4000/cve.7597
- Goodman, Ryan (2001). «Além do Princípio de Aplicação: Leis de Sodomia, Normas Sociais e Panóptico Social». California Law Review. 89 (3): 643–740. JSTOR 3481180. doi:10.2307/3481180
- Gupta, Kamil (2012). «A Descriminalização Global da Homossexualidade». Criminal Law & Justice Weekly. 176 (43): 614. ISSN 1741-4555
- Hagopian, Amy; Rao, Deepa; Katz, Aaron; Sanford, Sallie; Barnhart, Scott (2017). «Legislação anti-homossexual e estigma relacionado ao HIV em nações africanas: qual o papel do PEPFAR?». Global Health Action. 10 (1). 1306391 páginas. PMC 5496073. PMID 28580879. doi:10.1080/16549716.2017.1306391
- Haskins, Susan (2014). «A influência das leis romanas sobre atos entre pessoas do mesmo sexo na homofobia na África». African Human Rights Law Journal. 14 (2): 393–411. hdl:10520/EJC165015
- Hildebrandt, Achim (2014). «Rotas para a descriminalização: Uma análise comparativa da legalização dos atos sexuais entre pessoas do mesmo sexo». Sexualities. 17 (1–2): 230–253. doi:10.1177/1363460713511105
- Hildebrandt, Achim; Trüdinger, Eva-Maria; Wyss, Dominik (2019). «O elo perdido? Modernização, tolerância e legislação sobre a homossexualidade». Political Research Quarterly. 72 (3): 539–553. doi:10.1177/1065912918797464
- Kahyana, Danson; Nyanzi, Stella (Julho de 2023). «Quando a velha raposa anda na corda bamba». Index on Censorship (em inglês). 52 (2): 44–45. ISSN 0306-4220. doi:10.1177/03064220231183809
- Karimi, Ahmad; Bayatrizi, Zohreh (2019). «Posições perigosas: A homossexualidade masculina no novo código penal do Irã». Punishment & Society. 21 (4): 417–434. doi:10.1177/1462474518787465
- Leckey, Robert (2020). «'Repugnante': Homossexualidade e o Direito de Família Criminal». University of Toronto Law Journal. 70 (3): 225–244. doi:10.3138/utlj.2019-0051
- Lemke, Richard (2020). «A associação entre a disponibilidade de ambientes gays offline e a tolerância nacional à homossexualidade com o comportamento de encontros online entre homens gays e bissexuais». Computers in Human Behavior. 104: 106172. doi:10.1016/j.chb.2019.106172
- Linhart, Karin M. (2005). «Descriminalização da Homossexualidade e seus Efeitos sobre os Direitos Familiares: Uma Comparação entre Alemanha, Estados Unidos e Reino Unido». German Law Journal. 6 (6): 943–965. doi:10.1017/S2071832200014048
- McEwen, Haley (2019). «Sexualidades suspeitas: contextualizando rumores de homossexualidade em meio a histórias coloniais de controle populacional». Critical African Studies. 11 (3): 266–284. doi:10.1080/21681392.2019.1670701
- Mignot, Jean-François (2022). «Descriminalizando a homossexualidade: Uma visão global desde o século XVIII». Annales de démographie historique. 143 (143): 115–133. ISSN 0066-2062. doi:10.3917/adh.143.0115
- Ozsoy, Elif Ceylan (2021). «Análises de descriminalização descolonizadas: Será que os otomanos descriminalizaram a homossexualidade em 1858?». Journal of Homosexuality. 68 (12): 1979–2002. PMID 32069182. doi:10.1080/00918369.2020.1715142. hdl:10871/120331
- Schwartz, Sheree R et a (2015). «O efeito imediato da Lei de Proibição do Casamento entre Pessoas do Mesmo Sexo sobre o estigma, a discriminação e o engajamento em serviços de prevenção e tratamento do HIV entre homens que fazem sexo com homens na Nigéria: análise de dados prospectivos do estudo TRUST». The Lancet HIV. 2 (7): e299–e306. PMC 4481876. PMID 26125047. doi:10.1016/S2352-3018(15)00078-8 Erro no estilo Vancouver: punctuation (ajuda)
- Schwartz, Michael (2021). «Homens homossexuais no moderno Alemanha: Uma perspectiva de longo prazo sobre transformações históricas» [Homosexuals in Modern Germany: A Long-Term Perspective on Historical Transformations]. Vierteljahrshefte für Zeitgeschichte. 69 (3): 377–414. doi:10.1515/vfzg-2021-0028
- Seckinelgin, Hakan (2018). «Vidas entre pessoas do mesmo sexo na interseção dos direitos internacionais LGBT, da ajuda internacional e do anti-homossexualismo» (PDF). Global Social Policy. 18 (3): 284–303. doi:10.1177/1468018118795989
- Seo, Hyeon-Jae (2017). «Origens e consequências da brutal homofobia em Uganda». Harvard International Review. 38 (3): 44–47. ISSN 0739-1854
- Sinclair, Ken; Ross, Michael W. (1986). «Consequências da Descriminalização da Homossexualidade: Um Estudo de Dois Estados Australianos». Journal of Homosexuality. 12 (1): 119–127. PMID 3841666. doi:10.1300/J082v12n01_07
- Strenski, Ivan (2020). «Sobre a Proveniência Jesuítica-Maronita da Criminalização da Homossexualidade no Líbano». Journal of Law and Religion. 35 (3): 380–406. doi:10.1017/jlr.2019.42
- Tahmindjis, Phillip (2005). «Sexualidade e a Lei Internacional dos Direitos Humanos». Journal of Homosexuality. 48 (3–4): 9–29. PMID 15814499. doi:10.1300/J082v48n03_03
- Wirtz, Andrea L.; Kirey, Anna; Peryskina, Alena; Houdart, Fabrice; Beyrer, Chris (2013). «Desvendando a epidemia de HIV entre homens que fazem sexo com homens na Ásia Central». Drug and Alcohol Dependence. 132: S17–S24. PMID 23906993. doi:10.1016/j.drugalcdep.2013.06.031
- Zinn, Alexander (2020). «»Das sind Staatsfeinde« – A Perseguição dos Homossexuais pelo Estado Nazista, 1933–1945» (PDF). Bulletin des Fritz Bauer Instituts: 6–13. ISSN 1868-4211

#### Relatórios
- Fundo pela Dignidade Humana (Maio de 2016). «Quebrando o Silêncio: Criminalização de Lésbicas e Mulheres Bissexuais e seus Impactos» (PDF). Consultado em 11 de janeiro de 2022. Cópia arquivada (PDF) em 03 de junho de 2019 Verifique data em: |arquivodata= (ajuda)
- ILGA (28 de setembro de 2017). «Pesquisa global de atitudes da ILGA-RIWI» (PDF) (em inglês). Consultado em 11 de janeiro de 2022. Cópia arquivada (PDF) em 13 de janeiro de 2018
- ILGA (14 de dezembro de 2020). «Relatório de Homofobia Institucionalizada pelo Estado – Atualização global da legislação, 2020» (PDF) (em inglês). Consultado em 10 de janeiro de 2022. Cópia arquivada (PDF) em 15 de dezembro de 2020

## Links externos
- #FORA DA LEI “O amor que não se atreve a falar” – Mapas das leis anti-LGBT por país. (Human Rights Watch)